# Droide
Un droide (droid) è un qualsiasi robot presente nell'universo fantascientifico di Guerre stellari. I droidi sono diffusi in ogni angolo della galassia e costituiscono un pilastro fondamentale della sua economia; per questo appaiono in quasi ogni opera del franchise.
Si presentano in una grande varietà di forme in base ai compiti che sono chiamati a svolgere, e che vanno da attività di alto profilo, come la medicina, fino a scopi militari o lavori pesanti. Sebbene siano macchine robotiche, posseggono inoltre vari livelli di intelligenza artificiale e di coscienza.
Il termine nasce come aferesi di "androide" ed è un marchio registrato della Lucasfilm. Si è poi diffuso nella letteratura e nel cinema, soprattutto nel campo della fantascienza, come sinonimo di androide o robot.

## Descrizione
I droidi sono robot elettromeccanici coscienti e dotati di vari livelli di intelligenza artificiale. Essi presentano una moltitudine di forme che possono essere ispirate ai loro creatori o funzionali al compito che devono svolgere; pur nella loro varietà la maggior parte dei droidi è in grado di interagire con l'ambiente circostante tramite un qualche tipo di arto o appendice dotato di ricezione sensoriale, possiede un sistema di locomozione e riesce a comunicare con altri droidi o con gli esseri umani tramite un linguaggio di programmazione o un sintetizzatore vocale. Sono equipaggiati con batterie ricaricabili e per questo non hanno necessità di dormire, sebbene si possano deattivare all'occorrenza, resettare la loro memoria e hanno periodici cicli di manutenzione e aggiornamento.
I droidi sono i lavoratori della galassia e svolgono una moltitudine di compiti per i loro creatori e padroni. In base alla funzione che sono chiamati a svolgere sono suddivisi in cinque classi: la classe 1, specializzata in fisica, matematica e medicina; la classe 2, specializzata in ingegneria e nelle discipline tecniche; la classe 3, programmata per le scienze sociali e l'assistenza; la classe 4, addetta a mansioni militari e di sicurezza; e la classe 5, per i lavori più pesanti e meno qualificati.
Per millenni i droidi hanno convissuto con le forme di vita della galassia ma sempre in un ruolo di secondo piano, vedendosi negati i più elementari diritti e sottoposti a uno sfruttamento in tutto e per tutto assimilabile a quello degli schiavi. Si sono verificate quindi anche alcune rivolte e scontri tra droidi e specie senzienti, che hanno accresciuto il risentimento e la diffidenza di alcune frange della popolazione nei confronti di quelle che vengono avvertite come macchine pericolose e incompatibili con la società galattica. D'altro canto alcuni attivisti rivendicano l'accettazione dei droidi come esseri senzienti e i loro diritti. Nella maggior parte dei casi, però, i rapporti tra creazioni e creatori sono pacifici e i droidi vengono visti come strumenti utili nella vita di tutti i giorni.

## Tipologie principali

### Astrodroide
Gli astrodroidi, anche chiamati a volte droidi astromeccanici, sono piccoli droidi destinati al copilotaggio e alla manutenzione di caccia stellari. Sono molto versatili ed equipaggiati con una varietà di appendici e strumenti retrattili, che vengono riposti in appositi scompartimenti nel corpo del droide quando non in utilizzo; tra questi un saldatore ad arco, un lettore di cartucce, un proiettore 3D e una sega circolare. Hanno solitamente forma cilindrica e si spostano tramite piccole rotelle. I due astrodroidi più rilevanti della serie sono R2-D2 e BB-8.

### Droide protocollare
I droidi protocolari sono droidi specializzati nel protocollo, nel galateo e nelle mediazioni linguistiche e culturali. A causa della varietà di popoli e culture della galassia, i droidi protocollari sono strumenti insostituibili nelle attività diplomatiche, politiche e amministrative, e trovano impiego anche come assistenti e accompagnatori di eminenti funzionari pubblici. Per facilitare le loro relazioni con gli esseri senzienti, hanno solitamente un aspetto umanoide, una personalità ben definita e un forte senso di individualità. L'esempio più rappresentativo di droide protocollare nella serie è C-3PO.

### Droide da battaglia
I droidi da battaglia sono soldati robotici utilizzati dalla Federazione dei Mercanti e dalla Confederazione dei Sistemi Indipendenti. Il modello base B1 ha un aspetto umanoide, alto e sottile, basato sulla fisionomia dei suoi creatori geonosiani. La loro forma bipede e umanode li rende molto versatili nell'operare macchinari concepiti per altre specie senzienti e in più sono progettati per ripiegarsi in modo compatto al fine di ridurre l'ingombro durante le operazioni di trasporto e stoccaggio. La Federazione dei Mercanti e i separatisti ricorrono ai droidi da battaglia come esercito principale durante l'invasione di Naboo e le guerre dei cloni nella trilogia prequel e in The Clone Wars. Nonostante siano infatti poco intelligenti, dotati di scarsa mira e costruiti con materiali scadenti, hanno il vantaggio di obbedire agli ordini senza replicare, rendendoli di facile gestione e immuni alla paura. I limitati costi e tempi di produzione che ne derivano li rendono inoltre ideali per un dispiegamento in massa, facendo affidamento su una schiacciante superiorità numerica invece che sulla loro efficienza in battaglia. Sempre per risparmiare sui costi i separatisti non hanno dotato i droidi di sistemi di elaborazione dati propri, ma le loro azioni sono gestite da computer posti in speciali navi di controllo; una debolezza che viene sfruttata da Anakin Skywalker nella battaglia di Naboo.
Per superare le criticità dei drodi da battaglia B1, i separatisti sviluppano poi il modello B2, detto anche super droide da battaglia, una versione più potente, agile e corazzata del suo predecessore. Questi non necessita inoltre di un contatto con l'elaboratore centrale per funzionare, possedendo quindi un limitato grado di indipendenza.

### Altri droidi
- I remoti sono piccoli droidi sferici in grado di volare a una certa altezza dal suolo. Vengono usati per diversi scopi, come l'esplorazione, la sorveglianza, riparazioni meccaniche, e l'addestramento militare. Generalmente hanno in dotazione una arma a bassa potenza, come un blaster. I Jedi usano i remoti come per l'addestramento nell'uso della spada laser, deflettendo con essa i colpi laser sparati dal droide. Alcuni modelli di remoto vengono inoltre usati dai cecchini per allenare la loro abilità in velocità, tempi di reazione e precisione[11].

- I droidi assassini sono una tipologia di droide costruita appositamente per eseguire uccisioni. Mentre solitamente i droidi hanno delle restrizioni che impediscono loro di fare del male agli esseri viventi, i droidi assassini sono programmati per essere dei veri e propri killer e per agire in modo indipendente o sotto le direttive di un padrone. Molti droidi assassini trovano impiego come cacciatori di taglie o come sicari per conto di malavitosi o di organizzazioni criminali, come IG-88 ne L'Impero colpisce ancora o HK-47 in Star Wars: Knights of the Old Republic[12].

- I droideka sono dei droidi utilizzati per scopi militari dalla Confederazione dei Sistemi Indipendenti nella trilogia prequel e in The Clone Wars. Sono stati progettati dalla specie dei colicoidi a loro immagine e hanno quindi un corpo esile e ricurvo sorretto da tre gambe. Sono dotati di due blaster pesanti estremamente rapidi, potenti e precisi e di un deflettore sferico che ne protegge l'intero corpo; possono inoltre assumere una configurazione sferica per rotolare velocemente. La loro combinazione di velocità, potenza di fuoco e capacità difensive li rendono degli avversari micidiali, temuti anche dai Jedi[13].

- I droidi octuptarra sono un modello usato dalla Confederazione dei Sistemi Indipendenti ne La vendetta dei Sith e The Clone Wars. Hanno l'aspetto di ragni, con tre gambe sottili che sorreggono una grossa testa sferica dotata di sensori visivi multipli e armata con tre torrete laser in grado di fare fuoco a considerevoli distanze e in ogni direzione[14]. A partire dai droidi octuptarra i separatisti sviluppano poi i tri-droidi, enormi droidi tripodi alti molti metri ed equipaggiati con cannoni laser ad alto potenziale, lanciamissili e, in alcuni casi, lanciafiamme[15].

- I droidi IG-100, comunemente conosciuti come Guardia Magna[16] o Gran Guardia[17], sono un modello di droide da combattimento costruito su richiesta del generale Grievous per superare le limitazioni dei droidi da battaglia. Alti 1,95 m e dotati di un resistente rivestimento di duranio, i droidi IG-100 sono degli avversari formidabili, specializzati nel combattimento corpo a corpo ed equipaggiati con elettrostaffe, letali armi fabbricate per resistere al contatto con una spada laser. Inoltre dispongono di elaboratori di riserva, grazie ai quali possono continuare a combattere contro l'avversario anche dopo essere stati menomati o decapitati. Durante le guerre dei cloni ne La vendetta dei Sith e The Clone Wars, i droidi IG-100 vedono un frequente impiego come guardie del corpo dei leader separatisti, in particolare del generale Grievous[17][18].

- I dark trooper sono dei droidi costruiti nel quadro di un progetto imperiale segreto e presenti nei videogiochi dell'Universo espanso Star Wars: Dark Forces, Star Wars: Battlefront e Star Wars: Battlefront II. Sono caratterizzati da una spessa corazza nera simile a quella degli stormtrooper, da armi pesanti e da un jet pack, che incrementa il vantaggio tattico e l'abilità del soldato[19].

## Accoglienza
Dopo la sua introduzione nel film Guerre stellari nel 1977 come aferesi di "androide", il termine "droide" si è diffuso nella letteratura e nel cinema, soprattutto nel campo della fantascienza, come sinonimo di androide o robot. Il termine è un marchio registrato della Lucasfilm.
I primi droidi a essere introdotti in Guerre stellari, C-3PO e R2-D2 (D-3BO e C1-P8), hanno la funzione di espediente comico e di osservatori dal cui punto di vista vengono mostrate le vicende del primo film. Nonostante siano presentati come personaggi a tutti gli effetti per via della loro marcata personalità, il loro aspetto li fa avvertire come poco più che macchine pensanti, e anche il loro rapporto di inferiorità accettata nei confronti delle figure umane del film portano il pubblico ad accettare il loro ruolo come un dato di fatto, facendo passare in secondo piano il fatto che nella serie i droidi sono sostanzialmente degli schiavi, in quanto oggetti posseduti da padroni e costretti a svolgere ogni sorta di lavoro non retribuito.
Solo a distanza di decenni dall'uscita del primo film i produttori della serie e la critica hanno iniziato a valutare con occhio più attento il ruolo dei droidi nel franchise, partendo dal presupposto che sono a tutti gli effetti esseri senzienti in quanto provano emozioni e hanno dei sentimenti e una consapevolezza di sé pari a quelle umane. Diversi critici hanno apprezzato i tentativi della Disney di mostrare dei droidi più indipendenti e fuori dagli schemi, come lo sfacciato K-2SO in Rogue One: A Star Wars Story e l'emancipata L3-37 in Solo: A Star Wars Story.